# Erebia serotina
Erebia serotina är en fjärilsart som beskrevs av Descimon och De Lesse 1954. Erebia serotina ingår i släktet Erebia och familjen praktfjärilar. Inga underarter finns listade i Catalogue of Life.